# Næsbygaards arving
Næsbygaards Arving er en dansk film fra 1965.
- Manuskript og instruktion Alice O'Fredericks og Ib Mossin.

## Medvirkende
Blandt de medvirkende kan nævnes:
- Asbjørn Andersen
- Ole Neumann
- Poul Reichhardt
- Inger Stender
- Jane Thomsen
- Ib Mossin
- Ole Wisborg
- Peter Malberg
- Christian Arhoff
- Ole Monty
- Henry Lohmann
- Peter Marcell
- Sonja Oppenhagen
- Helga Frier
- Karen Berg
- Bent Vejlby
- Agnes Rehni
- Marie-Louise Coninck
- Bjørn Puggaard-Müller
- Valsø Holm

## Eksterne links
- Næsbygaards arving på Internet Movie Database (engelsk)
- Næsbygaards arving på Filmdatabasen
- Næsbygaards arving på danskefilm.dk
- Næsbygaards arving på danskfilmogtv.dk
- Næsbygaards arving på The Movie Database (engelsk)